# Plataforma Sucupira
A Plataforma Sucupira é um sistema de coleta de informações, análises e avaliações a serem utilizadas como base padronizadora do Sistema Nacional de Pós-Graduação (SNPG) brasileira. A Plataforma disponibiliza informações, processos e procedimentos que a CAPES realiza no SNPG para toda a comunidade acadêmica. A escolha do nome é uma homenagem ao professor Newton Sucupira, autor do Parecer nº 977 de 1965 que regularizou a pós-graduação no Brasil.  Ela foi estruturada por meio da assinatura de um termo de cooperação entre Capes e a Universidade Federal do Rio Grande do Norte em 2012.
Ela possui um módulo Coleta de Dados, que deve ser preenchido obrigatoriamente pelos coordenadores de Programas de Pós-Graduação stricto sensu. Também existem sete outros módulos:
- Conheça a avaliação

- Cursos avaliados e reconhecidos

- Avaliação quadrienal

- Aplicativo para propostas de cursos novos (APCN)

- Minter & Dinter

- Qualis

- Dados e estatísticas.

Essas informações são inseridas com acesso restrito, mas disponibilizadas por meio de acesso público. 
No ano de 2014, o então ministro da educação  José Henrique Paim afirmou:
A Plataforma Sucupira fará com que todas as informações da pós sejam publicamente acessíveis e que os nossos esforços se tornem visíveis. É importante lembrar que tivemos um crescimento de 50% de cursos nos últimos seis anos, e somente a Região Norte teve um aumento de 40% nos últimos três anos.